# Врана (филм из 2024)
Врана (енгл. The Crow) амерички је суперхеројски филм из 2024. Режију потписује Руперт Сандерс, по сценарију Зака Бејлина и Вила Шнајдера. Темељи се на истоименом серијалу стрипова Џејмса О’Бара. Пети је део филмског серијала Врана, а уједно и рибут и римејк истоименог филма из 1994. Бил Скарсгорд тумачи насловну улогу Ерика Дрејвена / Вране, убијеног музичара који је васкрсао у намери да освети смрт себе и своје веренице, коју глуми FKA Twigs.
Снимање је започело у јулу 2022. у Прагу и Пенцингу. Објављен је у биоскопима 23. августа 2024. у Сједињеним Америчким Државама, односно дан раније у Србији.

## Улоге
| Глумац        | Улога                |
| ------------- | -------------------- |
| Бил Скарсгорд | Ерик Дрејвен / Врана |
|               | Шели Вебстер         |